# Alessandro Melli
Alessandro Melli (Agrigento, 11 de dezembro de 1969) é um ex-futebolista profissional italiano que atuava como atacante.

## Carreira
Alessandro Melli começou ne Parma FC.